# Златополе
Зла́тополе (болг. Златополе) — село в Хасковській області Болгарії. Входить до складу общини Димитровград.

## Населення
За даними перепису населення 2011 року у селі проживали 433 особи, усі — болгари.
Розподіл населення за віком у 2011 році:
Динаміка населення: